# 降仙駅
降仙駅（カンソンえき）とは、朝鮮民主主義人民共和国南浦特別市千里馬区域にある平南線の駅。

## 歴史
- 1923年7月1日 - 平南線の開通とともに開業[1]。

## 隣の駅
朝鮮民主主義人民共和国鉄道省
平南線
大平駅 - 降仙駅 - 江西駅
平南線箴津里支線（貨物線）
降仙駅 - 箴津里駅